# Tirosina hidroxilasa

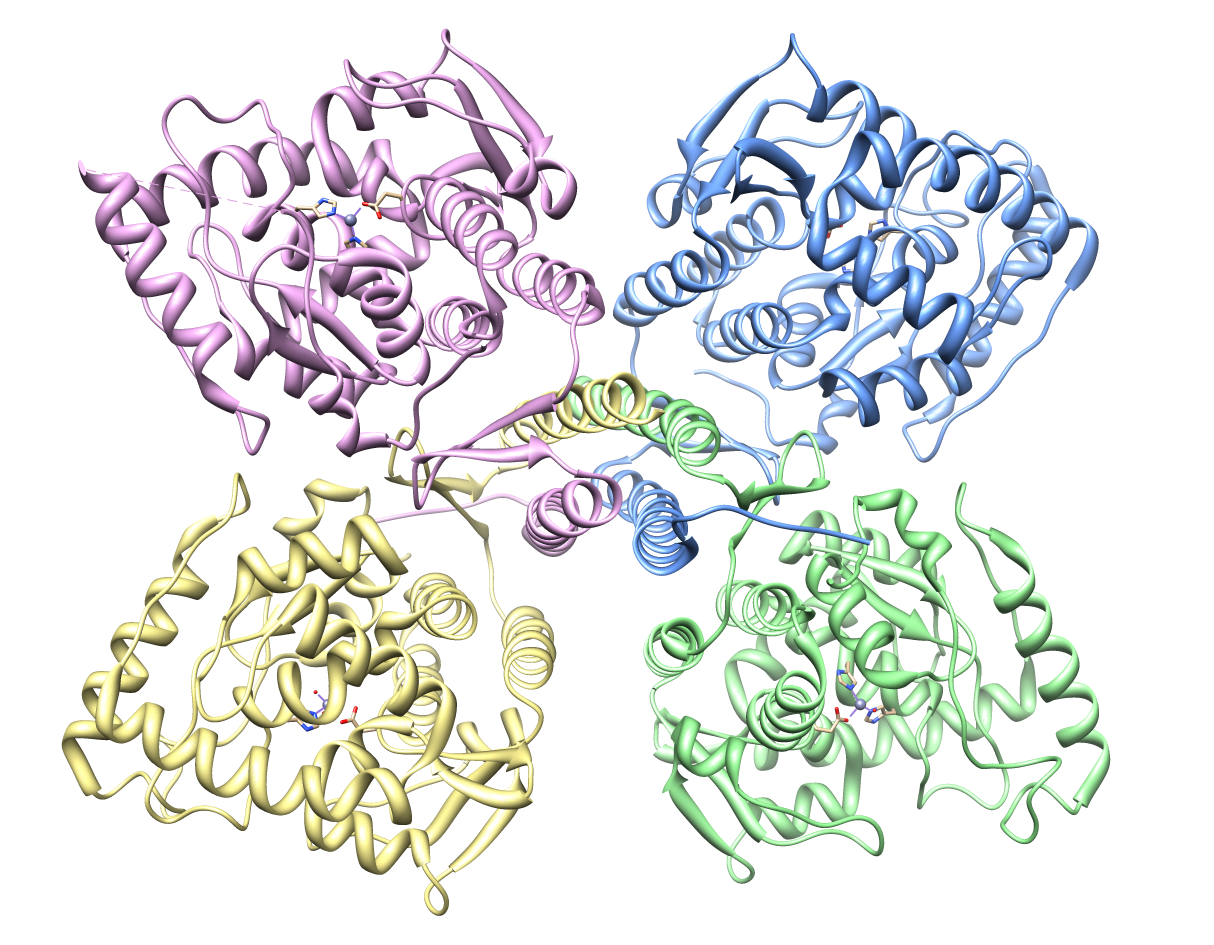
Tirosina hidroxilasa i les seves quatre unitats

La tirosina hidroxilasa (TH), també denominada tirosina 3-monooxigenasa, és un enzim que catalitza la reacció de síntesi d'un grup d'hormones anomenat catecolamines a les glàndules suprarenals. Concretament, la tirosina hidroxilasa catalitza la conversió de l'aminoàcid L-tirosina a L-3,4-dihidroxifenilalanina (DOPA). La DOPA és la molècula precursora de la dopamina, a partir de la qual són sintetitzades la noradrenalina (o norepinefrina) i l'epinefrina. La dopamina, la noradrenalina i l'epinefrina són importants neurotransmissors del sistema nerviós autònom, que controla processos involuntaris com la regulació de la pressió sanguínia i de la temperatura corporal.

Aquest enzim és codificat pel gen TH, que es troba al cromosoma 11 en la posició 15.5. El gen de la TH en humans està format per 14 exons separats per 13 introns, que després de la seva traducció dona lloc a 4 isoformes diferents que difereixen en la seva estructura peptídica.

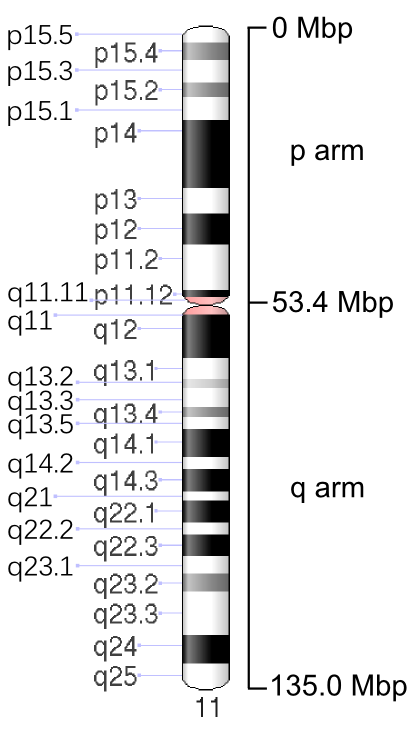
Localització del gen TH al cromosoma 11.

| «                                                                                                 | Life cannot have had a random beginning… The trouble is that there are about two thousand enzymes, and the chance of obtaining them all in a random trial is only one part in 1040,000, an outrageously small probability that could not be faced even if the whole universe consisted of organic soup. La vida no pot haver tingut un començament aleatori ... El problema és que hi ha uns dos mil enzims, i la possibilitat d'obtenir-los tots en un experiment aleatori és només una part entre 1040,000, una probabilitat escandalosament petita que no es podria fer front encara que tot l'univers consistís en una sopa orgànica. | » |
| — Fred Hoyle and N. Chandra Wickramasinghe, Evolution from Space (London: J.M. Dent & Sons, 1981) | |   |

## Reacció catalitzada
La tirosina hidroxilasa, catalitza la reacció en la qual la L-tirosina s'hidroxila a la meta posició, per obtenir L-3,4-dihidroxifenilalanina (L-DOPA). L'enzim és una oxigenasa, és a dir, utilitza oxigen molecular per a hidroxilitzar els substrats. Per una banda, un dels àtoms d'oxigen de l'O2, s'utilitza per a hidroxilar la molècula de tirosina per acabar obtenint L-DOPA. Per altra banda, la segona finalitat és hidroxilar el cofactor. Igual que les altres hidroxilases d'aminoàcids aromàtics (AAAH), la tirosina hidroxilasa utilitza el cofactor tetrahidrobiopterina (BH4) en condicions normals, encara que altres molècules similars també poden funcionar com a cofactor per a la tirosina hidroxilasa.
Degut a les similituds dels llocs actius, no és sorprenent que l'especificitat que trobem en el substrat dels dos enzims no siguin absolutes. La TrpH fàcilment hidroxilitza tant triptòfan com fenilalanina. Per contra, l'hidroxilació de la tirosina és d'aproximadament 5.000 vegades més lenta.
Les AAAH converteixen el cofactor 5,6,7,8-tetrahidrobiopterina (BH4) en tetrahidrobiopterin-4a-carbinolamina (4a-BH4). Sota condicions fisiològiques, la 4a-BH4 es deshidrata a quinonoid-dihidrobiopterina (q-BH2) per l'enzim pterin-4a-carbinolamina deshidrasa (PCD) i s'allibera una molècula d'aigua en aquesta reacció. A continuació, l'enzim dihidropteridina reductasa (DHPR) enzimàtic NAD (P) H converteix q-BH2 de tornada a BH4. Cadascuna de les quatre subunitats de la tirosina hidroxilasa es coordina amb un àtom de ferro (II) presentat en el lloc actiu. L'estat d'oxidació d'aquest àtom de ferro és important per a la recanvi catalític en la reacció enzimàtica. Si el ferro s'oxida a Fe (III), l'enzim està inactiu.
El producte de la reacció enzimàtica, L-DOPA, es pot transformar a dopamina per l'enzim DOPA decarboxilasa. La dopamina pot convertir-se en norepinefrina per l'enzim dopamina β-hidroxilasa, que pot ser modificada per l'enzima feniletanol N-metiltransferasa per obtenir l'epinefrina. Atès que L-DOPA és el precursor dels neurotransmissors dopamina, noradrenalina i adrenalina, la tirosina hidroxilasa es troba, doncs, al citosol de totes les cèl·lules que contenen aquestes catecolaminas. Aquesta reacció inicial catalitzada per tirosina hidroxilasa s'ha demostrat que és el pas limitador de la velocitat en la producció de catecolamines.
L'enzim és altament específic, sense acceptar els derivats d'indol, cosa que és inusual, ja que molts altres enzims implicats en la producció de catecolamines. El triptòfan és un substrat pobre per a la tirosina hidroxilasa, però pot hidroxilar L-fenilalanina per formar L-tirosina i petites quantitats de 3-hidroxifenilalanina. L'enzim pot catalitzar posteriorment la L-tirosina per formar L-DOPA. La tirosina hidroxilasa també pot estar implicada en altres reaccions, com l'oxidació de L-DOPA per formar 5-S-cisteinil-DOPA o altres derivats L-DOPA.

## Estructura i característiques de l'enzim

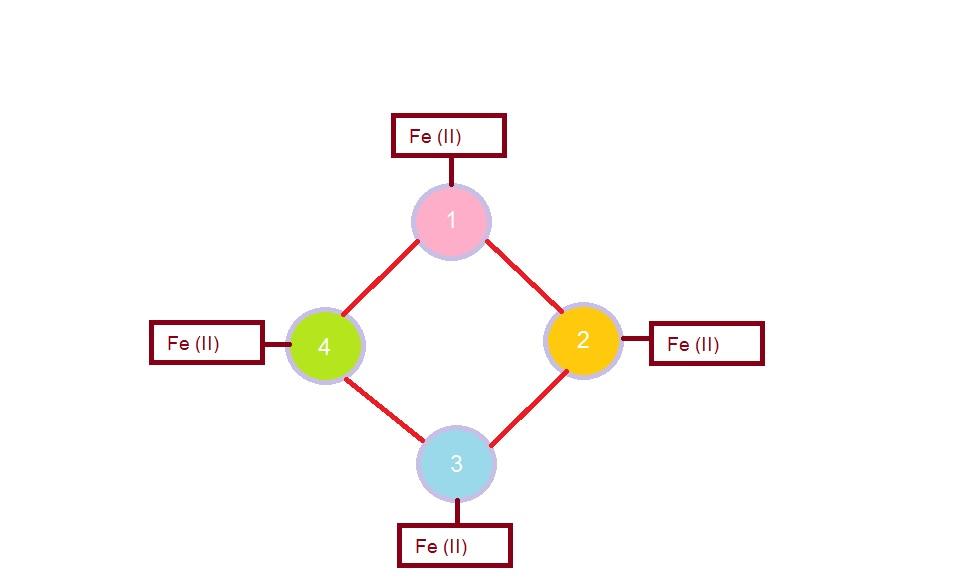
Esquema estructural de la tirosina hidroxilasa i el seu cofactor ferro (II)

La tirosina hidroxilasa té una massa atòmica de 240 kDa i està formada per quatre subunitats idèntiques de 60kDa, és a dir, és un homotetràmer. Cada subunitat consta de dos dominis, un catalític i un regulador.
El domini catalític que correspon a l'extrem C-terminal és el més conservat en l'evolució i on es troba unit el cofactor. També és on interaccionen el coenzim i el substrat durant la catàlisi. En aquest terminal carboxil de la cadena peptídica hi ha un domini amb alfa hèlix curt que permet la tetramerització. Té 300 aminoàcids centrals que formen un nucli catalític on hi ha tots els residus que es necessiten per a la catàlisi, enllaçat no covalentment amb un àtom de ferro. El ferro es manté anclat al seu lloc gràcies a dos residus d'histidina i un de glutamat, convertint-lo en un cofactor.
L'amino terminal,150 aminoàcids, constitueix un domini regulador, pensat per a controlar l'accés dels substrats al centre actiu, és a dir, té un efecte inhibidor sobre l'activitat enzimàtica. Aquesta inhibició desapareix quan s'activa l'enzim mitjançant fosforilació de residus de serina situats a Ser8, Ser19, Ser31, Ser40 i Ser153. Aquestes fosforilacions es duen a terme per cinases que segueixen diferents mecanismes de regulació. Aquests són complexes, ja que, per exemple, una mateixa cinasa que fosforila en la Ser31 de la isoforma 1 de la tirosina hidroxilasa no ho pot fer en la Ser35 (la que correspon a la Ser31 en l'altra isoforma) de la isoforma 2 de l'enzim.
En humans, es dedueix que hi ha quatre versions diferents d'aquest domini regulador i, per tant, quatre versions d'aquest enzim, depenent de l'empalmament alternatiu, encara que cap d'aquestes estructures de moment s'ha pogut determinar correctament. Diversos estudis i investigacions han suggerit que aquest domini podria ser una proteïna intrínsecament no estructurada, que no té una estructura terciària clarament definida, però fins ara no s'ha presentat cap evidència que recolzi aquesta afirmació. Tanmateix, s'ha demostrat que el domini té una baixa ocurrència d'estructures secundàries, que no debilita les sospites que tenen una estructura general desordenada. Quant a la tetramerització i els dominis catalítics, la seva estructura es va trobar amb la tirosina hidroxilasa de la rata mitjançant la cristalografia de raigs X. Això ha demostrat que la seva estructura és molt similar a la de la fenilalanina hidroxilasa i al triptòfan hidroxilasa (especialment s'assemblen en l'estructura primària i en la catàlisi). Els tres junts, constitueixen una família d'hidroxilases d'aminoàcids aromàtics homòlegs. Aquests enzims utilitzen tetrahidrobiopterina com a coenzim i ferro (II) no unit a un grup hemo com cofactor.

## Regulació

Biosíntesi de catecolamines

L'activitat de la tirosina hidroxilasa augmenta a curt termini gràcies a la fosforilació. El domini regulador de la tirosina hidroxilasa conté múltiples residus de serina (Ser), com Ser8, Ser19, Ser31 i Ser 40, els quals són fosforilats per una gran varietat de proteïnes cinases. Aquestes forforilacions estan ordenades de forma jeràrquica (per exemple, gràcies a la fosforilació de Ser19 en el N-terminal, s'augmenta la fosforilació de Ser40) i depenen de l'estat del substrat. La via de degradació per part dels proteosomes sembla estar connectada amb aquestes fosforilacions jeràrquiques, ja que aquests proteosomes inhibits no degraden la tirosina hidroxilasa amb fosforilacions de Ser19, sinó que a partir d'aquí s'indueix la fosforilació de Ser19 i, en conseqüència, la de totes les dues formes de tirosina hidroxilasa (Ser40, Ser31). Quan s'activa el proteosoma, es degraden només els enzims fosforilats en Ser19, essent aquesta la fosforilació clau en la degradació de l'enzim per la via proteosòmica.
El residu Ser40 és fosforilat per la cAMP-dependent proteïna-cinasa. Ser19 (i en menys quantitat Ser40) és forsforilat per la calci-calmodulina-dependent proteïna-cinasa. MAPKAPK2 (mitògen-proteïna-activada cinasa-activadora proteïna-cinasa) té preferència per Ser40, però també fosforila Ser19 al voltant de la meitat de la taxa de Ser40. Ser31 és fosforilat per ERK1 i ERK2 (cinases 1&2 extracel·lulars regulades), i incrementa molt menys l'activitat de l'enzim que amb la fosforilació del residu Ser40. La fosforilació de Ser19 i Ser8 no té un efecte directe en l'activitat de la tirosina hidroxilasa, però la fosforilació de Ser19 incrementa la taxa de fosforilació de Ser40, la qual sí augmenta l'activitat de l'enzim. La forforilació de Ser19 causa un doble increment d'activitat,mitjançant un mecanisme que requereix les proteïnes 14-3-3. La fosforilació de Ser31 causa un lleuger augment de l'activitat, mitjançant un mecanisme desconegut. Tot i així, se sap que aquesta fosforilació augmenta a la glàndula suprarenal en presència de quantitats més elevades d'insulina, de forma que la tirosina hidroxilasa s'activa molt més i indueix la síntesi de catecolamines en la medul·la suprarenal (i també a les zones catecolaminèrgiques del cervell). Per tant, és possible que la fosforilació de Ser31 sigui un mecanisme de defensa psicològica en casos d'hipoglucèmia. També se sap que la fosforilació de Ser31 i Ser40 s'incrementa per la hipòxia, tant a llarg com a curt termini, o davant la presència de determinats agents estressants.
La tirosina hidroxilasa s'estabilitza per inactivació calorífica quan es dona la fosforilació de les serines reguladores. La tirosina hidroxilasa està principalment present en el citosol, encara que també es troba en certa manera en la membrana plasmàtica. L'associació de membranes pot estar relacionada amb l'empaquetatge de catecolamina en vesícules i l'exportació a través de la membrana sinàptica. En la unió de la tirosina hidroxilasa a les membranes participa la regió N-terminal de l'enzim, i pot ser regulada per una interacció triple entre proteïnes 14-3-3, la regió N-terminal de la tirosina hidroxilasa i membranes carregades negativament. Aquesta és una altra mostra de la meticulosa regulació d'aquest enzim i de les fosforilacions jeràrquiques. Les diferents tirosines hidroxilases fosforilades i les proteïnes 14-3-3 formen complexes per activar l'enzim i estabilitzar-lo. Mentre que la tirosina hidroxilasa fosforilada en Ser19 amb forma tetramèrica té gran afinitat per la proteïna 14-3-3γ, la interacció amb la tirosina hidroxilasa fosforilada en Ser40 i les proteïnes 14-3-3γ és dèbil. És per això que aquestes proteïnes inhibeixen la taxa de fosforilació de Ser40, mostrant que aquesta no és essencial en la unió tirosina hidroxilasa-proteïna 14-3-3 com ho és la fosforilació en Ser19. La tirosina hidroxilasa tetramèrica fosforilada en Ser19 forma complexes amb les proteïnes 14-3-3γ d'un (asimètric) i dos (simètric) dímers, amb una major freqüència d'asimètrics.
La tirosina hidroxilasa també es pot regular per inhibició. La fosforilació de Ser40 alleugera la inhibició feedback per les catecolamines dopamina, epinefrina i norepinefrina, les quals estan relacionades amb l'estrès i l'obesitat. La unió de la tirosina hidroxilasa a les catecolamines provoca una incorporació deutoriònica més baixa en el domini catalític, cosa que no succeix amb les fosforilacions. Les catecolamines atrapen el ferro del centre actiu en l'estat Fe (III), inhibint l'enzim. Hi ha dos parts a l'enzim: una amb poca afinitat per la dopamina (i que està activa independentment de les fosforilacions de Ser40) i una altra amb molta afinitat (el ja esmentat domini regulador en l'extrem N-terminal). S'ha demostrat també que l'expressió de la tirosina hidroxilasa pot veure’s afectada per l'expressió de SRY. Una baixada del gen SRY a la substància negra pot provocar una disminució de l'expressió de tirosina hidroxilasa.
La regulació a llarg termini de la tirosina hidroxilasa també pot estar mediada per mecanismes de fosforilació. Les hormones (p. Ex., glucocorticoides), drogues (p. Ex., cocaïna) o segons missatgers com l'cAMP augmenten la transcripció de la tirosina hidroxilasa. L'augment de l'activitat de la tirosina hidroxilasa a causa de la fosforilació pot ser mantinguda per nicotina fins a 48 hores. L'activitat de la tirosina hidroxilasa es regula crònicament (dies) per síntesi de proteïnes. Tanmateix, cal esmentar que també poden existir altres mecanismes diferents a la fosforilació en la regulació de l'activitat de l'enzim, especialment en ambients on l'Amfetamina i la hiperactivitat són presents.

## Importància clínica
Una deficiència de tirosina hidroxilasa suposa una disminució en la producció de dopamina, epinefrina i norepinefrina. Aquest fet suposa una encefalopatia progressiva i un pronòstic desfavorable. Les característiques clíniques de la deficiència de l'enzim inclouen distonia que respon mínimament a la levodopa o que no hi respon, símptomes extrapiramidals, ptosis, miosis i hipotensió postural. Aquesta condició pot millorar gràcies al tractament amb levodopa però no pot ser curada. S'han identificat més d'una dotzena de mutacions en el gen de la tirosina hidroxilasa (TH) que causen distonia, que és un trastorn neurològic del moviment. La gran majoria de les mutacions del gen TH suposen un canvi en els aminoàcids que constitueixen la tirosina hidroxilasa. Com a conseqüència, l'enzim experimenta una disminució de la seva funcionalitat i, això, al seu torn, suposa una disminució de la producció de dopamina. Els individus amb aquesta condició experimenten contraccions musculars involuntàries, tremolors i altres tipus de moviments incontrolats a causa dels baixos nivells de dopamina. Depenent de la funcionalitat de l'enzim, els símptomes poden ser més o menys severs. Per exemple, determinades mutacions en el cor del tetràmer, on hi ha una hèlix superenrotllada, podrien afectar l'estructura de l'enzim, cosa que provocaria malalties com la distonia dopa-sensible o la síndrome de Segawa. Altres alteracions en l'activitat de l'enzim podrien estar relacionades amb malalties com la malaltia de Parkinson, la malaltia d'Alzheimer, l'esquizofrènia i la malaltia de Huntington. A més, la tirosina hidroxilasa és un autoantigen de la síndrome poliglandular autoimmune tipus I.
Per una altra banda, un avantatge de la tirosina hidroxilasa, entre d'altres, és el fet que el seu increment provoqui una estimulació en les funcions de l'hipocamp per part de la vitamina B6.
La tirosina hidroxilasa també ha estat associada amb l'estrès crònic i la memòria a curt termini en estudis recents. Aquesta molècula és responsable de la síntesi d'importants neurotransmissors com ara la noradrenalina i la dopamina. Aquestes catecolamines són crucials pel correcte funcionament del còrtex prefrontal, que és la regió cerebral que s'ocupa de la memòria a curt termini. Es pensa que els efectes de l'estrès crònic en la memòria a curt termini podrien estar causats per alteracions en la transmissió de noradrenalina i dopamina en el còrtex prefrontal.
Altres estudis mostren la relació entre la deficiència de tirosina hidroxilasa i la síndrome de distonia mioclònica, que es tracta d'una rara malaltia autosòmica dominant. Aquesta malaltia típicamente afecta el coll, el tronc i els braços. Una gran part de les persones afectades per aquesta síndrome també desenvolupen trastorns psicològics com ara depressió, ansietat, atacs de pànic i trastorn obsessivocompulsiu (TOC).
La metirosina pot inhibir la tirosina hidroxilasa i, conseqüentment, causar una disminució en la producció de dopamina i norepinefrina al cervell a causa de la manca del precursor L-DOPA, que és sintetizat per l'enzim. Aquesta droga pot causar depressió i és utilitzada en poco casos tot i que és efectiva en el tractament de feocromocitoma i de la hipertensió. Altres inhibidors de la tirosina hidroxilasa són l'oudenona i l'aquayamicina.